# Hautaperän tekojärvi
Hautaperän tekojärvi är en sjö (vattenmagasin) i Kalajoki älv i kommunen Haapajärvi i landskapet Norra Österbotten i Finland. Sjön ligger 99,3 meter över havet. Arean är 6,94 kvadratkilometer och strandlinjen är 25,43 kilometer lång. Sjön  ingår i Kalajoki älvs huvudavrinningsområde.   Den ligger omkring 140 kilometer söder om Uleåborg och omkring 390 kilometer norr om Helsingfors. 
I sjön finns ön Ulappasaari. Norr om Hautaperän tekojärvi ligger kommunhuvudorten i Haapajärvi med Haapajärvi kyrka. 